# Nerses Der Nersessian
Nerses Der Nersessian CAM (* 16. November 1920 in Berlin; † 24. Dezember 2006) war armenisch-katholischer Erzbischof und erster Ordinarius  für die armenischen Gläubigen in Osteuropa.

## Leben
Nerses Der Nersessian empfing am 8. September 1946 die Priesterweihe zum Ordenspriester der Mechitaristen. Nach seiner Priesterweihe betätigte sich Pater Nerses 1982 auch als Bibliothekar im Handschrifteninstitut Matenadaran von Jerewan. Später war er Generalabt der Mechitaristen in Venedig. Am 13. Juli 1991 wurde er mit der Ernennung zum Erzbischof „ad personam“ gleichzeitig zum Ordinarius der armenisch-katholischen Kirche in Osteuropa berufen. 
Nach seiner Ernennung zum Titularerzbischof von Sebaste degli Armeni am 9. Juli 1992 empfing er von Papst Johannes Paul II. am 17. November 1992 die Bischofsweihe. Als Mitkonsekratoren assistierten der Patriarch von Kilikien Erzbischof Johannes Bedros XVIII. Kasparian ICPB, Bischof Grégoire Ghabroyan ICPB von Paris und Vartan Achkarian CAM, der Weihbischof in Beirut war. 
Vom 17. Februar 2001 bis 2. April 2005 wurde ihm Erzbischof Vartan Kechichian (Titularerzbischof von Mardin degli Armeni) als Koadjutorbischof zur Seite gestellt. Nach seinem altersbedingten Rücktritt am 2. April 2005 war er bis zu seinem Tod am 24. Dezember 2006 emeritierter Ordinarius für Osteuropa, sein Nachfolger wurde Nechan Karakéhéyan ICPB.